# Lepilemur otto
Il lepilemure di Otto (Lepilemur otto) è una specie di lemure endemica del Madagascar.

## Distribuzione
La specie è diffusa nella zona nord-occidentale dell'isola, nella foresta di Ambodimahabibo (Provincia di Mahajanga), in una area compresa fra i fiumi Mahajamba e Sofia. 15°29′54.2″S 47°28′47.2″E

## Descrizione
Il pelo è uniformemente grigio-bruno, con la gola ed i cerchi attorno agli occhi biancastri: anche la coda, che è piuttosto corta se paragonata ai congeneri, può presentare la punta bianca.
La testa è piuttosto grande rispetto al corpo, squadrata e con grandi occhi, orecchie e muso.